# Aitor Paredes
Aitor Paredes Casamichana (Arrigorriaga, 29 de abril de 2000) es un futbolista español que juega de defensa central en el Athletic Club de Primera División.

## Trayectoria
Aitor comenzó a jugar al fútbol con seis años en el Etorkizun KT de Arrigorriaga, su localidad natal. En 2010 llegó a las categorías inferiores del Athletic Club, donde fue promocionando por todos sus equipos de formación. En 2018, cuando aún era juvenil, ascendió al CD Basconia de Tercera División. En la siguiente campaña alternó el Basconia con el Bilbao Athletic en Segunda División B.
En la temporada 2020-21 fue convocado por el Athletic Club para varios partidos de Liga, aunque no llegó a debutar y jugó con el filial en Segunda B. En la campaña 2021-22 jugó una treintena de encuentros con el Bilbao Athletic, todos ellos como titular, en la recién estrenada Primera Federación y también fue convocado para algunos encuentros con el primer equipo.
El 29 de agosto de 2022 debutó en Primera División con el Athletic Club, en el Estadio Nuevo Mirandilla, frente al Cádiz CF (0-4) sustituyendo a Íñigo Lekue. El 22 de enero de 2023 jugó su primer partido como titular, en San Mamés, en la derrota por 0 a 2 ante el Real Madrid.
De cara a la temporada 2023-24 se hizo con un hueco en el once junto a Dani Vivian. El 4 de enero de 2024 marcó su primer tanto en Primera División en el triunfo, en el Sánchez-Pizjuán, frente al Sevilla (0-2). El 21 de marzo renovó su contrato por cinco temporadas. El 6 de abril fue titular en la final de Copa ante el RCD Mallorca, en la que salieron campeones en la tanda de penaltis.
El 15 de septiembre marcó el tercer gol rojiblanco, en el Estadio de Gran Canaria, frente a la UD Las Palmas (2-3). El 26 de septiembre anotó en Liga Europa de la UEFA, con un remate de cabeza, el empate en el minuto 85 frente a la AS Roma en el Estadio Olímpico (1-1).El 8 de diciembre marcó el primer gol del encuentro frente al Villarreal (2-0).El 2 de febrero de 2025 anotó, en el Estadio Benito Villamarín, frente al Real Betis (2-2).

## Selección nacional

### Categorías inferiores
Fue internacional en categoría sub-18, sub-19 y sub-21 con la selección española. El 30 de junio de 2018 se proclamó campeón de los Juegos Mediterráneos con la selección sub-18 dirigida por Luis de la Fuente, donde fue titular.
El 17 de marzo de 2023 fue convocado por la selección sub-21 que dirigía Santi Denia. El 2 de junio de 2023 fue convocado por la selección española sub-21 para disputar la Eurocopa Sub-21 de 2023 en Georgia y Rumanía, en la que formó parte del once titular en cinco de los seis partidos y disputó la final ante Inglaterra.

### Selección absoluta
El 8 de noviembre de 2024 fue convocado por Luis de la Fuente para disputar, con la selección española, dos encuentros frente a Dinamarca y Suiza correspondientes a la fase de grupos de la Liga de Naciones.El 18 de noviembre debutó como titular en el encuentro de fase de grupos de Liga de Naciones ante Suiza (3-2).

### Participación en Eurocopas
| Eurocopa                | Sede              | Resultado  |
| ----------------------- | ----------------- | ---------- |
| Eurocopa Sub-21 de 2023 | Georgia y Rumania | Subcampeón |

## Estadísticas

### Clubes
Actualizado al último partido disputado el 7 de noviembre de 2024.
| Club                     | Div.          | Temporada     | Liga  | Liga  | Copas nacionales | Copas nacionales | Copas internacionales | Copas internacionales | Total | Total |
| Club                     | Div.          | Temporada     | Part. | Goles | Part.            | Goles            | Part.                 | Goles                 | Part. | Goles |
| ------------------------ | ------------- | ------------- | ----- | ----- | ---------------- | ---------------- | --------------------- | --------------------- | ----- | ----- |
| C. D. Basconia · España  | 3.ª           | 2018-19       | 9     | 2     | ―                | ―                | ―                     | ―                     | 9     | 2     |
| C. D. Basconia · España  | 3.ª           | 2019-20       | 21    | 0     | ―                | ―                | ―                     | ―                     | 21    | 0     |
| C. D. Basconia · España  | Total club    | Total club    | 30    | 2     | 0                | 0                | 0                     | 0                     | 30    | 2     |
| Bilbao Athletic · España | 2.ª B         | 2019-20       | 7     | 0     | ―                | ―                | ―                     | ―                     | 7     | 0     |
| Bilbao Athletic · España | 2.ª B         | 2020-21       | 18    | 1     | ―                | ―                | ―                     | ―                     | 18    | 1     |
| Bilbao Athletic · España | 1.ª F         | 2021-22       | 30    | 3     | ―                | ―                | ―                     | ―                     | 30    | 3     |
| Bilbao Athletic · España | Total club    | Total club    | 55    | 4     | 0                | 0                | 0                     | 0                     | 55    | 4     |
| Athletic Club · España   | 1.ª           | 2022-23       | 16    | 0     | 1                | 0                | ―                     | ―                     | 17    | 0     |
| Athletic Club · España   | 1.ª           | 2023-24       | 34    | 1     | 6                | 0                | —                     | —                     | 40    | 1     |
| Athletic Club · España   | 1.ª           | 2024-25       | 23    | 3     | 3                | 0                | 10                    | 1                     | 36    | 4     |
| Athletic Club · España   | 1.ª           | 2025-26       | 1     | 0     | 0                | 0                | 0                     | 0                     | 1     | 0     |
| Athletic Club · España   | Total club    | Total club    | 74    | 4     | 10               | 0                | 10                    | 1                     | 94    | 5     |
| Total carrera            | Total carrera | Total carrera | 159   | 10    | 10               | 0                | 10                    | 1                     | 179   | 11    |

## Palmarés

### Títulos nacionales
| Título       | Equipo        | País   | Año  |
| ------------ | ------------- | ------ | ---- |
| Copa del Rey | Athletic Club | España | 2024 |

### Títulos internacionales
| Título               | Equipo | Sede   | Año  |
| -------------------- | ------ | ------ | ---- |
| Juegos Mediterráneos | España | España | 2018 |